# هیرویوکی ساکاشیتا
هیرویوکی ساکاشیتا (به انگلیسی: Hiroyuki Sakashita) بازیکن فوتبال اهل ژاپن و عضو تیم ملی فوتبال ژاپن است که در تاریخ ۲۸ دسامبر ۱۹۸۰ میلادی اولین بازی ملی‌اش را انجام داد. او در ۱ بازی ملی حضور داشت و آخرین بازی ملی خود را در تاریخ ۲۸ دسامبر ۱۹۸۰ میلادی انجام داد. هیرویوکی ساکاشیتا در بازی‌های ملی‌اش
گلی به ثمر نرساند.